# Lista de morros e montanhas do Rio Grande do Sul
Esta é uma lista de morros e montanhas do Rio Grande do Sul, identificados através de pesquisa cartográfica:
| Nome do morro ou montanha              | Altitude (m) | Altimetria da trilha | Coordenadas Google Earth    | Localização                                                      | Imagem                                   |
| -------------------------------------- | ------------ | --- | --------------------------- | ---------------------------------------------------------------- | ---------------------------------------- |
| Pico do Montenegro                     | 1403         | |                             | São José dos Ausentes                                            |                                          |
| Morro das 7 lagoas                     | 875          | |                             | Morrinhos, Barão do Triunfo RS                                   |                                          |
| Alto da Cordilheira                    | 440          | |                             | Encruzilhada do Sul                                              |                                          |
| Cerro dos Abreu                        | 520          | |                             | Barão do Triunfo                                                 |                                          |
| Cerro Branco                           | 573          | |                             | Cerro Branco                                                     |                                          |
| Lagoa da Harmonia                      | 593          | |                             | Teutonia                                                         |                                          |
| Cerro da Ana Dias                      | 440          | |                             | Limite entre Butiá e São Jerônimo                                |                                          |
| Cerro do Aníbal                        | 450          | |                             | São Jerônimo                                                     |                                          |
| Cerro da Arara                         | 230          | |                             | Santana do Livramento                                            |                                          |
| Cerro das Armadilhas                   | 220          | |                             | Viamão                                                           |                                          |
| Cerro do Azambuja                      | 549          | |                             | Limite entre Butiá, Dom Feliciano, Pantano Grande e São Jerônimo |                                          |
| Cerro da Bandeira                      | 365          | |                             | Rosário do Sul                                                   |                                          |
| Cerro do Barro                         | 302          | |                             | Rosário do Sul                                                   |                                          |
| Cerro Bicudo (ou Cerro Baú)            | 459          | |                             | Canguçu                                                          |                                          |
| Cerro da Boneca de Pedra               |              | |                             | Canguçu                                                          |                                          |
| Cerro do Botucaraí                     | 569          | |                             | Candelária                                                       |                                          |
| Cerro do Canguçu Velho                 | 419          | |                             | Canguçu                                                          |                                          |
| Cerro do Capileti                      | 425          | |                             | Pinheiro Machado                                                 |                                          |
| Cerro Chato                            | 290          | |                             | Rosário do Sul                                                   |                                          |
| Cerro Comprido                         | 528          | |                             | Faxinal do Soturno                                               |                                          |
| Cerro dos Coqueiros                    | 310          | |                             | Chuvisca                                                         |                                          |
| Cerro Corcunda                         | 280          | |                             | Santana do Livramento                                            |                                          |
| Cerro da Cruz                          | 300          | |                             | Santana do Livramento                                            |                                          |
| Cerro do Emilianinho                   | 308          | |                             | Canguçu                                                          |                                          |
| Cerro da Figueira                      | 521          | |                             | Agudo                                                            |                                          |
| Cerro do Gonga                         | 293          | |                             | Canguçu                                                          |                                          |
| Cerro Grande                           | 506          | |                             | Canguçu                                                          |                                          |
| Cerro Grande                           | 493          | |                             | Cerro Grande do Sul                                              |                                          |
| Cerro do Inhacurutum                   | 268          | |                             | Roque Gonzales                                                   |                                          |
| Cerro do Itati                         | 266          | |                             | Pirapó                                                           |                                          |
| Cerro do Jarau                         | 200          | |                             | Quaraí                                                           |                                          |
| Cerro dos Jorges                       | 487          | |                             | Canguçu                                                          |                                          |
| Cerro da Lagoa                         | 580          | |                             | São Jerônimo                                                     |                                          |
| Cerro do Maximiano                     | 198          | |                             | Guaíba                                                           |                                          |
| Cerro Morungava                        | 201          | |                             | Gravataí                                                         |                                          |
| Cerro do Negro                         | 184          | |                             | Alegrete                                                         |                                          |
| Cerro Negro                            | 580          | |                             | Limite entre Camaquã e São Jerônimo                              |                                          |
| Cerro Palomas                          |              | |                             | Santana do Livramento                                            |                                          |
| Cerro Partido                          | 480          | |                             | Canguçu                                                          |                                          |
| Cerro Partido                          | 489          | |                             | Encruzilhada do Sul                                              |                                          |
| Cerro Partido                          | 419          | |                             | Pinheiro Machado                                                 |                                          |
| Cerro Partido                          | 590          | |                             | São Jerônimo                                                     |                                          |
| Cerro da Pedreira                      | 406          | |                             | Estrada da Pedreira, Canguçu                                     |                                          |
| Cerro da Pedreira                      | 495          | |                             | Estrada Cerro Grande, Canguçu                                    |                                          |
| Cerro Pelado                           | 215          | |                             | Cerrito                                                          |                                          |
| Cerro dos Porongos                     | 430          | |                             | Candiota                                                         |                                          |
| Cerro do Raio                          | 230          | |                             | Santana do Livramento                                            |                                          |
| Cerro Redondo                          | 370          | |                             | Butiá                                                            |                                          |
| Cerro Rochoso                          |              | |                             | Canguçu                                                          |                                          |
| Cerro da Samora                        | 289          | |                             | Rosário do Sul                                                   |                                          |
| Cerro do Sandi                         | 499          | |                             | Piratini                                                         |                                          |
| Cerro Santo Antônio                    | 428          | |                             | Dona Francisca                                                   |                                          |
| Cerro do Santuário                     | 465          | |                             | Canguçu                                                          |                                          |
| Cerro da Tafona                        | 290          | |                             | Santana do Livramento                                            |                                          |
| Cerro do Tarumã                        | 289          | |                             | Rosário do Sul                                                   |                                          |
| Cerro dos Teixeiras                    | 488          | |                             | Canguçu                                                          |                                          |
| Cerro do Terêncio                      | 405          | |                             | Faxinal do Soturno                                               |                                          |
| Cerro da Tiririca                      | 380          | |                             | Cerro Grande do Sul                                              |                                          |
| Cerro das Tunas                        | 201          | |                             | Alegrete                                                         |                                          |
| Cerro do Ubaldo                        | 350          | |                             | Piratini                                                         |                                          |
| Cerro Verde                            | 250          | |                             | Santana do Livramento                                            |                                          |
| Cerro da Vigia                         |              | |                             | Canguçu                                                          |                                          |
| Cerro da Vigia                         | 270          | |                             | Santana do Livramento                                            |                                          |
| Cerro da Vila Nova                     | 433          | |                             | Canguçu                                                          |                                          |
| Coxilha da Cruz                        | 330          | |                             | Rosário do Sul                                                   |                                          |
| Morro das Abertas                      | 173          | |                             | Porto Alegre                                                     |                                          |
| Morro Agudo                            | 429          | |                             | Agudo                                                            |                                          |
| Morro Agudo                            | 655          | |                             | Caraá                                                            |                                          |
| Morro Agudo                            | 330          | |                             | Gravataí                                                         |                                          |
| Morro Agudo                            | 210          | |                             | Porto Alegre                                                     |                                          |
| Morro Alto                             |              | |                             | Taquara                                                          |                                          |
| Morro do Andrade                       | 400          | |                             | Caçapava do Sul                                                  |                                          |
| Morro da Antena                        | 393          | |                             | Nova Palma                                                       |                                          |
| Morro das Antenas                      | 486          | |                             | Canguçu                                                          |                                          |
| Morro das Antenas                      |              | |                             | Santa Maria                                                      |                                          |
| Morro do Arado                         |              | |                             | Porto Alegre                                                     |                                          |
| Morro da Azenha                        |              | |                             | Porto Alegre                                                     |                                          |
| Morro dos Bois                         | 290          | |                             | Novo Hamburgo                                                    |                                          |
| Morro da Borússia                      | 398          | |                             | Osório                                                           |                                          |
| Morro das Cabras                       | 270          | |                             | Novo Hamburgo                                                    |                                          |
| Morro do Cadete                        |              | |                             | Itaara                                                           |                                          |
| Morro do Campista                      | 184          | |                             | Viamão                                                           |                                          |
| Morro da Canastra                      | 750          | |                             | Riozinho                                                         |                                          |
| Morro Cantagalo                        | 829          | |                             | Rolante                                                          |                                          |
| Morro do Capim                         | 140          | |                             | Rolante e Santo Antônio da Patrulha                              |                                          |
| Morro do Carmo                         |              | |                             | Santa Maria                                                      |                                          |
| Morro da Caverna                       | 545          | |                             | Nova Palma                                                       |                                          |
| Morro do Cechella                      |              | |                             | Santa Maria                                                      |                                          |
| Morro do Cerrito                       | 258          | |                             | Santa Maria                                                      |                                          |
| Morro do Chapéu                        | 289          | |                             | Sapucaia do Sul                                                  |                                          |
| Morro dos Coatis                       |              | |                             | Porto Alegre                                                     |                                          |
| Morro do Coco                          | 108          | |                             | Viamão                                                           |                                          |
| Morro da Companhia                     |              | |                             | Porto Alegre                                                     |                                          |
| Morro da Cruz                          | 170          | |                             | Porto Alegre                                                     |                                          |
| Morro da Cruz                          | 200          | |                             | Santana da Boa Vista                                             |                                          |
| Morro da Cuíca                         |              | |                             | Porto Alegre                                                     |                                          |
| Morro do Elefante                      |              | |                             | Santa Maria                                                      |                                          |
| Morro da Estância                      | 174          | |                             | Viamão                                                           |                                          |
| Morro Ferrabraz                        | 779          | Da pista de pouso AGVL, na estrada do Carlão, até a rampa sudeste: percurso de 4,2 Km com aproximadamente 510m de elevação.                         | 29º 36' 15 S 50º 58' 07 W   | Sapiranga (altitude: 36m )                                       | Morro Ferrabraz - Sapiranga, RS - Brasil |
| Morro da Fortaleza                     | 152          | |                             | Viamão                                                           |                                          |
| Morro Gaúcho                           | 550          | |                             | Arroio do Meio                                                   |                                          |
| Morro do Gonzaga                       | 160          | |                             | Taquara                                                          |                                          |
| Morro Grande                           | 841          | Da área de pouso (alt 62m) até a rampa, subindo pela face Oste: percurso de 12Km com aproximadamente 770m de elevação.                              | 29º 35' 19 S 50º 31' 40 W   | Rolante ( altitude: 38m)                                         |                                          |
| Morro Grande                           |              | |                             | Viamão                                                           |                                          |
| Morro da Grota                         | 242          | |                             | Viamão                                                           |                                          |
| Morro da Gruta                         | 374          | |                             | Nova Palma                                                       |                                          |
| Morro da Isabel                        |              | |                             | Santa Maria                                                      |                                          |
| Morro Itacolomi                        | 335          | |                             | Gravataí                                                         |                                          |
| Morro de Itapuã                        | 166          | |                             | Viamão                                                           |                                          |
| Morro da Lagoa                         | 330          | |                             | Glorinha                                                         |                                          |
| Morro do Leão                          |              | |                             | Porto Alegre                                                     |                                          |
| Morro Link                             |              | |                             | Santa Maria                                                      |                                          |
| Morro da Linha Rigon                   | 368          | |                             | Nova Palma                                                       |                                          |
| Morro Lohmann                          | 580          | |                             | Roca Sales                                                       |                                          |
| Morro Mariano da Rocha                 | 244          | |                             | Santa Maria                                                      |                                          |
| Morro dos Marion                       | 346          | |                             | Nova Palma                                                       |                                          |
| Morro do Mazzardo                      | 360          | |                             | Nova Palma                                                       |                                          |
| Morro do Moquém                        |              | |                             | Taquara                                                          |                                          |
| Morro Negro                            | 220          | |                             | Taquara                                                          |                                          |
| Morro do Osso                          | 143          | |                             | Porto Alegre                                                     |                                          |
| Morro da Palha                         | 338          | |                             | Gravataí                                                         |                                          |
| Morro do Paula                         | 299          | |                             | Novo Hamburgo                                                    |                                          |
| Morro da Pedreira                      | 185          | |                             | Viamão                                                           |                                          |
| Morro da Pedreira                      |              | |                             | Santa Maria                                                      |                                          |
| Morro Pelado                           | 343          | |                             | Osório                                                           |                                          |
| Morro Pelado                           | 298          | |                             | Porto Alegre                                                     |                                          |
| Morro Pelado                           | 190          | |                             | Taquara                                                          |                                          |
| Morro da Pirâmide                      | 680          | |                             | Riozinho                                                         |                                          |
| Morro do Platô                         | 432          | |                             | Santa Maria                                                      |                                          |
| Morro da Polícia                       | 287          | |                             | Porto Alegre                                                     |                                          |
| Morro da Ponta Grossa                  | 145          | |                             | Porto Alegre                                                     |                                          |
| Morro da Praia                         | 37           | |                             | Porto Alegre                                                     |                                          |
| Morro Quebra-Dente                     | 260          | |                             | Gravataí                                                         |                                          |
| Morro dos Quietos                      | 260          | |                             | Aceguá                                                           |                                          |
| Morro do Radar                         |              | |                             | Silveira Martins                                                 |                                          |
| Morro da Repetidora                    |              | |                             | Arroio do Tigre                                                  |                                          |
| Morro Ricaldone                        |              | |                             | Porto Alegre                                                     |                                          |
| Morro do Sabiá                         | 41           | |                             | Porto Alegre                                                     |                                          |
| Morro Santana                          | 239          | |                             | Eldorado do Sul                                                  |                                          |
| Morro Santana                          | 310          | |                             | Porto Alegre                                                     |                                          |
| Morro Santa Teresa                     | 148          | |                             | Porto Alegre                                                     |                                          |
| Morro Santo Antão                      |              | |                             | Santa Maria                                                      |                                          |
| Morro Santo Antônio da Palma           |              | |                             | Santa Maria                                                      |                                          |
| Morro São Pedro                        | 289          | |                             | Porto Alegre                                                     |                                          |
| Morro São Roque                        | 500          | |                             | Capitão                                                          |                                          |
| Morro da Sede                          | 314          | |                             | Nova Palma                                                       |                                          |
| Morro Solitário                        | 446          | |                             | Paraíso do Sul                                                   |                                          |
| Morro da Tafona                        |              | |                             | Santa Maria                                                      |                                          |
| Morro da Tapera                        | 252          | |                             | Porto Alegre                                                     |                                          |
| Morro do Tigre                         | 243          | |                             | Glorinha e Gravataí                                              |                                          |
| Morro dos Tucanos                      |              | |                             | Santa Maria                                                      |                                          |
| Ninho das Águias                       |              | |                             | Bagé                                                             |                                          |
| Pedra do Bagual                        | 280          | |                             | Santana da Boa Vista                                             |                                          |
| Pedra Grande                           |              | |                             | Canguçu                                                          |                                          |
| Pedra do Lagarto                       |              | |                             | Santa Maria                                                      |                                          |
| Pedra do Segredo                       | 325          | |                             | Caçapava do Sul                                                  |                                          |
| Pico Itacolomi                         |              | |                             | Gravataí                                                         |                                          |
| Serra do Erval                         | 390          | |                             | Barão do Triunfo                                                 |                                          |
| Serra dos Lanceiros                    | 339          | |                             | Caçapava do Sul                                                  |                                          |
| Serra do Pinto (Rota do Sol - (RS 486) | 803          | Do Mercado Santana (alt 137m) até o Restaurante Mirador(alt 803m), percurso de 11km pela Rota do Sol (RS 486) com aproximadamente 670m de elevação. | 29º 21' 16" S 50º 10' 20" W | Itati                                                            |                                          |
| Três Pedras                            | 334          | |                             | Canguçu                                                          |                                          |
| Cerro da Vigia                         | 312          | |                             | Caçapava do Sul                                                  |                                          |
| Cerro da Angelica                      | 335          | |                             | Caçapava do Sul                                                  |                                          |
| Cerro do Bugio                         | 307          | |                             | Caçapava do Sul                                                  |                                          |
| Cerro do Martin                        | 352          | |                             | Caçapava do Sul                                                  |                                          |
| Cerro da Igreja                        | 471          | |                             | Agudo                                                            |                                          |
| Cerro Formoso                          | 487          | |                             | Dona Francisca                                                   |                                          |
| Monte Grappa                           | 465          | |                             | Ivorá                                                            |                                          |
| Morro Pelado                           | 301          | |                             | Agudo                                                            |                                          |